# Rinca
Rinca, även känd som Rincah, är en liten ö nära Komodo, Nusa Tenggara Timur, Indonesien. Ön är känd för sina komodovaraner, jätteödlor som kan bli upp till tre meter långa. Rinca har även en mängd andra arter som exempelvis vildsvin, buffel och ett stort antal fåglar. Man kommer vanligtvis till ön med båt från Labuhan Bajo på Flores västra sida.
Öns area är 198 km².
Öns högsta punkt är 714 meter över havet. Ön sträcker sig 23,1 kilometer i nord-sydlig riktning, och 22,2 kilometer i öst-västlig riktning.